# آو مانتسرز اند من
آو مانسترز اند من یک گروه موسیقی ایسلندی است ایندی فولک/راک ایسلندی است که در سال ۲۰۱۰ در شهر ریکیاویک پایه‌گذاری شد. اعضای این گروه شامل خواننده اصلی و گیتاریست نانا بریندیس هیلمارسدوتیر، خواننده و گیتاریست رگنار ثورهالسون، گیتاریست اصلی برینیار لیفشون، درامر آرنار روسنکرانز هیلمارسان و گیتاریست بیس کریستین پال کریستینسان است. این گروه جایزهٔ رویداد موزیک تیلرانیر که یک رویداد سالانه موسیقی در ایسلند است را در سال ۲۰۱۰ برده است. اولین آلبوم این گروه با نام سر من یک حیوان است (انگلیسی: My Head Is an Animal) توانست به رتبه ۱ در چارت موسیقی راک و آلترناتیو در کشورهای استرالیا، آمریکا، ایرلند و ایسنلد برسد.